# Rettenbach (Landkreis Günzburg)
Rettenbach er en kommune i Landkreis Günzburg i Regierungsbezirk Schwaben i den tyske delstat Bayern. Den er en del af Verwaltungsgemeinschaft Offingen.

## Geografi
Rettenbach ligger i Region Donau-Iller.
I kommunen ligger landsbyerne Harthausen, Remshart og Rettenbach.